# Luzula subcongesta
Luzula subcongesta là một loài thực vật có hoa trong họ Juncaceae. Loài này được (S.Watson) Jeps. mô tả khoa học đầu tiên năm 1921.